# Sami Savio
Pour les articles homonymes, voir Sami et Savio.
Sami Juhani Savio (né le 23 septembre 1975 à Mäntyharju) est un homme politique finlandais.

## Biographie
Sami Savio obtient en 2001 un master en philosophie de l'Université d'Helsinki, en 2004 un master en ingénierie de l'Université technologique d'Helsinki et en 2014 un master en économie de l'Université de Tampere.
Il a été successivement stagiaire chez Nokia Oyj 1998-2000, concepteur de logiciels chez Nokia Oyj (2000-2001), ingénieur de recherche chez Nokia Oyj (2002-2009), chercheur du district hospitalier de Pirkanmaa (2009-2012) et chef de projet du district hospitalier de Pirkanmaa (2014-2015).
Sami Savio habite dans le quartier Siivikkala à Ylöjärvi.

## Carrière politique
Sami Savio est élu conseiller municipal de Ylöjärvi pour la première fois lors des élections municipales finlandaises de 2008, où il a obtenu 294 voix. 
Il est réélu lors des élections municipales finlandaises de 2012, avec 350 voix, et réélu pour un troisième mandat avec 536 voix aux élections municipales finlandaises de 2017.
Aux élections législatives finlandaises de 2007, Sami Savio était candidat dans la circonscription de Pirkanmaa, mais n'a pas été élu avec 836 voix. 
Aux élections législatives finlandaises de 2011, il a obtenu 2 197 voix et n'a pas été élu.
Sami Savio a été élu député lors de sa troisième tentative aux  élections législatives finlandaises de 2015, lorsqu'il a obtenu 5 270 voix. 
Il a été réélu député aux élections législatives finlandaises de 2019, avec 11 108 voix puis aux élections législatives finlandaises de 2023 avec 6 012 voix,.